# Raveniola nenilini
Espèce
Raveniola nenilini est une espèce d'araignées mygalomorphes de la famille des Nemesiidae.

## Distribution
Cette espèce est endémique d'Ouzbékistan,. Elle se rencontre dans les monts Ugam, Chimgan, Chatkal, Karzhantau et Qurama.

## Description
Le mâle holotype mesure 8,55 mm et la femelle paratype 16,50 mm.

## Systématique et taxinomie
Cette espèce a été décrite par Zonstein en 2024.

## Étymologie
Cette espèce est nommée en l'honneur d'Andrei Nenilin (1960–1986).

## Publication originale
- Zonstein, 2024 : « A revision of the spider genus Raveniola (Araneae, Nemesiidae). II. Species from Central Asia. » European Journal of Taxonomy, vol. 967, p. 1-185 (texte intégral).